# Rupen Sevag

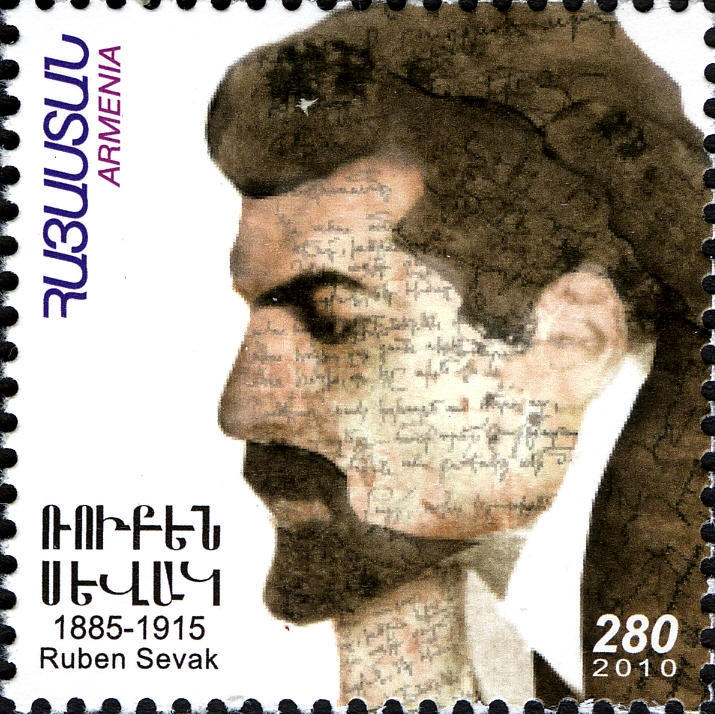
Rupen Sevag auf einer armenischen Briefmarke von 2011

Rupen Sevag (auch Sevak, armenisch Ռուբէն Սեւակ Ruben Sewak, eigentlich Rupen Hovhannesi Chilingirian; * 15. Februar 1885 in Silivri, Osmanisches Reich; † vermutlich 26. August 1915 bei Çankırı) war ein osmanisch-armenischer Poet, Prosaschriftsteller und Arzt. Er gehörte zu den ersten Opfern des Völkermordes an den Armeniern.

## Leben
Rupen Sevags Familienname war eigentlich Chilingirian. Er erhielt seine Schulbildung auf der Askanazian-Schule in seinem Geburtsort Silivri (nahe Istanbul) und der amerikanischen Mittelschule in Bardizag bei Izmit. 1901 zog er nach Istanbul, wo er das angesehene Berberian-Kolleg besuchte. Nach dem Schulabschluss studierte er an der Universität Lausanne in der Schweiz Medizin. Er heiratete 1910 die Deutsche Helene Apell aus Erfurt, mit der er zwei Kinder hatte. Während der Balkankriege war er Kapitän der osmanischen Armee. Bis 1914 praktizierte er in Lausanne als Arzt, dann zog er mit seiner Familie wieder nach Istanbul.
Am 22. Juni 1915 wurde er wie sein Dichterkollege Siamanto und hunderte andere armenische Intellektuelle im Rahmen von Maßnahmen gegen die armenische Elite verhaftet. Sevag wurde durch ein Telegramm des Innenministeriums vom 25. August bezüglich Exilanten, die in einem Telegramm vom 3. August fälschlicherweise nicht aufgelistet wurden, die Erlaubnis gewährt, „frei in Çankırı zu residieren.“ Jedoch wurden die Gefangenen in die Konzentrationslager Çankırı und Ayaş transportiert, von dort aus in kleinen Gruppen an abgelegene Orte gebracht und ermordet.
Sevag wurde mit den Intellektuellen Taniel Varuschan, Gülustanian, Artin Kocho, Onnik Maghazajian und Dökmeji Vahan auf dem Transport von Çankırı nach Ayaş im Dorf Tüney überfallen und ermordet. Die Behörden und Innenminister Talât Pascha machten dafür eine kurdische Bande names Kurd Alo verantwortlich und stellten sie noch 1915 vor ein Militärgericht. Nach Kriegsende bestätigte das Militärgericht Istanbul in einem Verfahren gegen Vertreter des Komitees für Einheit und Fortschritt (KEF) von April 1919 bis Februar 1920, dass Kurd Alo die unmittelbaren Täter waren. Als Organisatoren des Überfalls verurteilte es jedoch Cemal Oğuz, Sekretär des KEF in Çankırı, und Polizeichef Nureddin Bey zu fünf Jahren beziehungsweise sechs Jahren und acht Monaten Haft, wobei Nureddin von dem Verfahren abwesend war.
Sein Haus in Pangaltı bei Şişli ist heute ein Museum.

## Werk
Rupen Sevags erstes Gedicht wurde 1905 gedruckt. Die Asadamard (Freiheitskampf), eine offizielle Zeitung der Taschnaken, druckte in den Jahren 1913/14 seine Prosastücke unter dem Titel „Aus dem Tagebuch eines Arztes“ in Istanbul. Bereits 1910 erschien „Das rote Buch“, sein einziges zu Lebzeiten veröffentlichtes Buch.
Sevag ist vor allem als Lyriker bekannt, der in der Tradition der armenischen Liebesdichtung schrieb. Darüber hinaus schrieb er zahlreiche Liebeslieder, die sehr für ihre Gefühle und Tiefe gefeiert wurden. Charakteristisch für seine Dichtung sind die Frische und die Genauigkeit seiner Sprache. Zusätzlich ist seine Poesie für die unterschiedlichen Maße und die Musikalität bekannt. Sevag zählt zu den patriotischen und humanistischen Dichtern und wird heute als armenischer Held geehrt. Seine Dichtung fasst die Geschichte und Essenz der westarmenischen Literatur zusammen und kreiert dabei gleichzeitig ein gänzlich neues Genre.